# Judy Shepard
Judy Shepard (nacida Judy Peck, 15 de agosto de 1952) es la madre de Matthew Shepard, un estudiante estadounidense de 21 años de la Universidad de Wyoming que fue asesinado en octubre de 1998 en lo que se convirtió en uno de los casos más destacados sobre crímenes de odio contra las personas LGBT. Su asesinato abrió el debate para reformar la legislación contra los delitos de odio de los Estados Unidos, un debate que acabó en 2009 con la promulgación de la Ley de Prevención de Crímenes de Odio Matthew Shepard y James Byrd Jr. Judy y su marido, Dennis Shepard, son cofundadores de la Fundación Matthew Shepard, que trabaja por los derechos LGBT.

## Vida personal
Judy y su esposo, Dennis Shepard, han vivido en Casper, Wyoming (aunque también vivieron en Arabia Saudita ) desde 1976. Judy es madre de dos hijos, Matthew Wayne Shepard (1976–1998) y Logan Shepard (nacido en 1981).  

## Activismo
El 6 de octubre de 1998, el hijo mayor de Judy, Matthew, fue golpeado y azotado con una pistola en Laramie, Wyoming. Matthew Shepard murió seis días después en el Hospital Poudre Valley en Fort Collins, Colorado, el 12 de octubre de 1998 a los 21 años. Los medios de comunicación informaron ampliamente que se debía a que era homosexual. El incidente se convirtió en uno de los casos definitorios de crímenes de odio y fue citado por legislar los crímenes de odio. En respuesta, Judy Shepard creó la Fundación Matthew Shepard. El propósito de la fundación es promover " la justicia social, la conciencia y educación sobre la diversidad y la igualdad para las personas lesbianas, gays, bisexuales y transgénero (LGBT)".  
Es la presidenta fundadora de la Junta Directiva de la Fundación y fue la primera directora ejecutiva de 1999 a 2009. El 20 de marzo de 2007, la Ley de Prevención de Crímenes de Odio Matthew Shepard y James Byrd Jr. (H.R. 1592), un proyecto de ley que ampliaría la legislación federal sobre crímenes de odio para incluir la orientación sexual, se introdujo como legislación federal bipartidista en el Congreso de los EE. UU., por el demócrata John Conyers y otros 171 patrocinadores. Judy y su esposo Dennis estuvieron presentes en la ceremonia de presentación. Sin embargo, ese proyecto de ley no se aprobó, el presidente George W. Bush amenazó con vetarlo si se aprobaba. 
En 2009, publicó el libro The Meaning of Matthew sobre cómo su familia lidió con su asesinato, los casos judiciales posteriores, la cobertura de los medios y su trabajo para promover los derechos civiles en la última década.  
En mayo de 2009, Shepard se reunió con el presidente Barack Obama, quien le prometió que ayudaría a aprobar la Ley Matthew Shepard.  Se debatió en la Cámara de Representantes, y mientras Judy Shepard estaba en la audiencia, la representante Virginia Foxx, RN.C., calificó la acusación de que el asesinato de Matthew Shepard fue por su homosexualidad un engaño; luego se disculpó por esta declaración. 
El 11 de octubre de 2009, se dirigió a una manifestación por los derechos LGBT en el Capitolio de los Estados Unidos, en la Marcha Nacional por la Igualdad, diciendo "Estoy aquí hoy porque perdí a mi hijo por odio... Nadie tiene derecho a decirle a mi hijo si puede o no trabajar en cualquier lugar. Si puede o no vivir donde quiera vivir y si puede o no estar con la persona que ama, nadie tiene ese derecho. Todos somos estadounidenses. Todos somos estadounidenses iguales, homosexuales, heterosexuales o lo que sea". El sábado por la noche anterior, el presidente Obama se dirigió a la Campaña de Derechos Humanos en el Capitolio y mencionó su promesa a Judy Shepard en la Oficina Oval, en su reafirmación de su compromiso con aprobar legislación importante para la comunidad LGBT.  
El 22 de octubre de 2009, el Congreso de los Estados Unidos aprobó la Ley de Prevención de Crímenes de Odio de Matthew Shepard y James Byrd, Jr., y el 28 de octubre de 2009, el presidente Obama la ratificó. 

## Premios y reconocimientos
En 2009, Judy Shepard recibió el Premio a la Igualdad Elizabeth Birch de Black Tie Dinner. El premio fue entregado a la Sra. Shepard por Elizabeth Birch, ella misma, el 3 de octubre de 2009 en Dallas, Texas . El Premio Birch se entrega cada año en Black Tie Dinner a alguien que ha tenido un impacto significativo a nivel nacional en la lucha por la igualdad LGBT, y es nombrado en honor a la ex Directora Ejecutiva de la Campaña de Derechos Humanos, Elizabeth Birch.
El lunes 15 de febrero de 2010; Heritage of Pride, los productores de la marcha anual LGBT Pride March por la 5ª Avenida en la ciudad de Nueva York anunciaron que Judy Shepard fue seleccionada como Gran Mariscal para la marcha.